# Mănăstirea Crasna (județul Prahova)
Mănăstirea Crasna este o mănăstire ortodoxă din România situată în satul Schiulești, județul Prahova, la 50 km N de Ploiești pe șoseaua Ploiești - Brașov prin Vălenii de Munte - Cheia, pe raza comunei Izvoarele, fiind  construită în pădure, lângă râul Crasna, la poalele munților Ursoaia.

## Istoric
Încă de la începutul secolului al XV-lea, pe Valea Prahovei și a Teleajenului, s-au constituit mici comunități monahale.  Mănăstirea Crasna a fost întemeiată probabil de câțiva sihaștri de la Văleni la începutul secolului  al XVIII-lea.
Prima atestare documentară, un act de donație în care se arată că aici era un schit de călugări având o biserică de lemn, datează din anul 1745. Zidirea actualei biserici a început în anul 1824, ctitorită de postelnicul Constantin Potlogea, ca biserică de mir pentru satul Băjenari, unde se refugiaseră locuitorii din împrejurimi după 1821, din cauza năvălirii turcilor.
La 6 mai 1828, când s-a făcut sfințirea bisericii, episcopul Chesarie al Buzăului a sugerat reînființarea obștei monahale. Primul stareț a fost chiar ctitorul Constantin Potlogea, călugarit cu numele de Chelasie. Constantin era fiul preotului Radu Potlogea, care îi lăsase o frumoasă avere drept moștenire..
Chelasie doneză schitului moșia sa și construiește chilii din lemn pe care le populează  cu călugări aduși de la Cheia, Ciolanu.
La doar un an și jumătate de la începerea lucrărilor, de ziua Sfântului Ierarh Nicolae, în anul 1829, Episcopul Chesarie al Buzăului avea să sfințească biserica Schitului. Pictura a fost executată de către Costache Eliadie în anul 1834, în timpul  stăreției condusă de Ieromonahul Teofan.
În 1836, Nicolae, singurul fiu al starețului Chelasie, se călugărește după moartea soției, cu numele de Nil monahul și donează și moșia sa schitului. Starețul înființează aici o școala pentru copiii din satele vecine, care, în timpul cursurilor, stăteau în internatul schitului pe cheltuiala acestuia.
Secularizarea averilor mănăstirești în 1864, face ca schitul să decadă și cei 2-3 călugări care au mai rămas l-au închinat mănăstirii Cheia și i-au schimbat și numele în schitul Crasna. În 1920, când mai avea un singur călugar, mănăstirea a fost jefuită de ocnașii de la Slănic. Din 1964, în plină perioadă comunistă, schitul a început să se refacă, grație stareților Nicodim, Ghedeon și Galaction.
Cel puțin patru episcopi de după 1989 provin de la această mănăstire: Teodosie Petrescu, Ambrozie Meleacă, Galaction Stângă și Ciprian Spiridon.